# Basse (fiume)
La Basse è un fiume francese che scorre in Occitania.

## Geografia
Lunga 16 km, la Basse nasce a est del piccolo monte di Serrat del Pou (234 m) e a 200 metri a nord di Sainte-Colombe-de-la-Commanderie e a sudovest di Thuir.
Fino alla fine del XVII secolo, essa confluiva nella Têt dalle parti di Canet. Il suo percorso fu allora raccorciato con la costruzione d'un canale progettato dagli ingegneri del.
Essa è stata incanalata all'ingresso in Perpignano per limitarne la portata. Passa davanti al Liceo François-Arago e al Castillet (antica porta fortificata di Perpignano), e confluisce nella Têt a valle del ponte Joffre a un'altitudine di 26 metri.
Questo fiume conosce spesso delle piene quando piove, e la sua portata può divenire molto importante all'interno della stessa Perpignano, ciò che si può per esempio osservare di fronte al Castillet.

### Comuni e cantoni attraversati
Nel solo dipartimento dei Pirenei Orientali, la Basse attraversa i sei comuni e cinque cantoni: (da monte verso valle) Sainte-Colombe-de-la-Commanderie, Thuir (sorgente), Ponteilla, Le Soler, Toulouges, Perpignano (confluenza).
In termini di cantoni, la Basse nasce nel cantone di Thuir, attraversa i cantoni di Millas, Toulouges, Perpignano-8, Perpignano-6 e confluisce nel cantone di Perpignano-2, il tutto nell'arrondissement di Perpignano.

### Bacino idrografico
Il suo bacino idrografico è di 70 km² mentre quello della Têt è di 1417 km² (o di 1369 km² secondo il SANDRE), cioè meno del 5% del bacino totale della Têt.

### Organismo gestionale
L'organismo gestionale è lo SMBVT o Sindacato Misto del Bacino Idrografico della Têt, creato nel 2008.

## Affluenti
Il SANDRE non riferisce di affluenti. Lo stato del territorio di Perpignano 
conosce due affluenti alla riva destra:
- La Sagne
- Il Ganganeil, lungo 7 km, sui territori dei tre comuni di Toulouges, Canohès e Perpignano.

Esso ha avuto una portata di piena di 70 m³/s il 26 ottobre 1915.
Il suo numero di Strahler è due.

## Idrologia

### La Nuova Basse a Perpignano
La Basse è stata osservata (dalla banca Hydro) dal 1977 al 1991 su 14 anni, dunque dopo la costruzione del canale di deflusso per le piene, per un modulo di 0,656 m³/s.

### Piene oaiguat
Su questo periodo, la portata istantanea massima si verificò il 19 ottobre 1977 alle 12 e 20, con 88,9 m³/s, un'altezza massima istantanea di 175 cm e una portata giornaliera massima di 36,50 m³/s.
La Têt è soggetta a grosse piene o aiguat in catalano: l'ultima data dal 1992 con 1115 m³/s. La più notevole fu quella dell'ottobre 1940 con 3600 m³/s.
Le piene osservate sulla Basse sono: piena del 24 agosto 1842, inondazioni del 1915, 1959, 1969 con nel 1959 una portata di 240 m³/s.

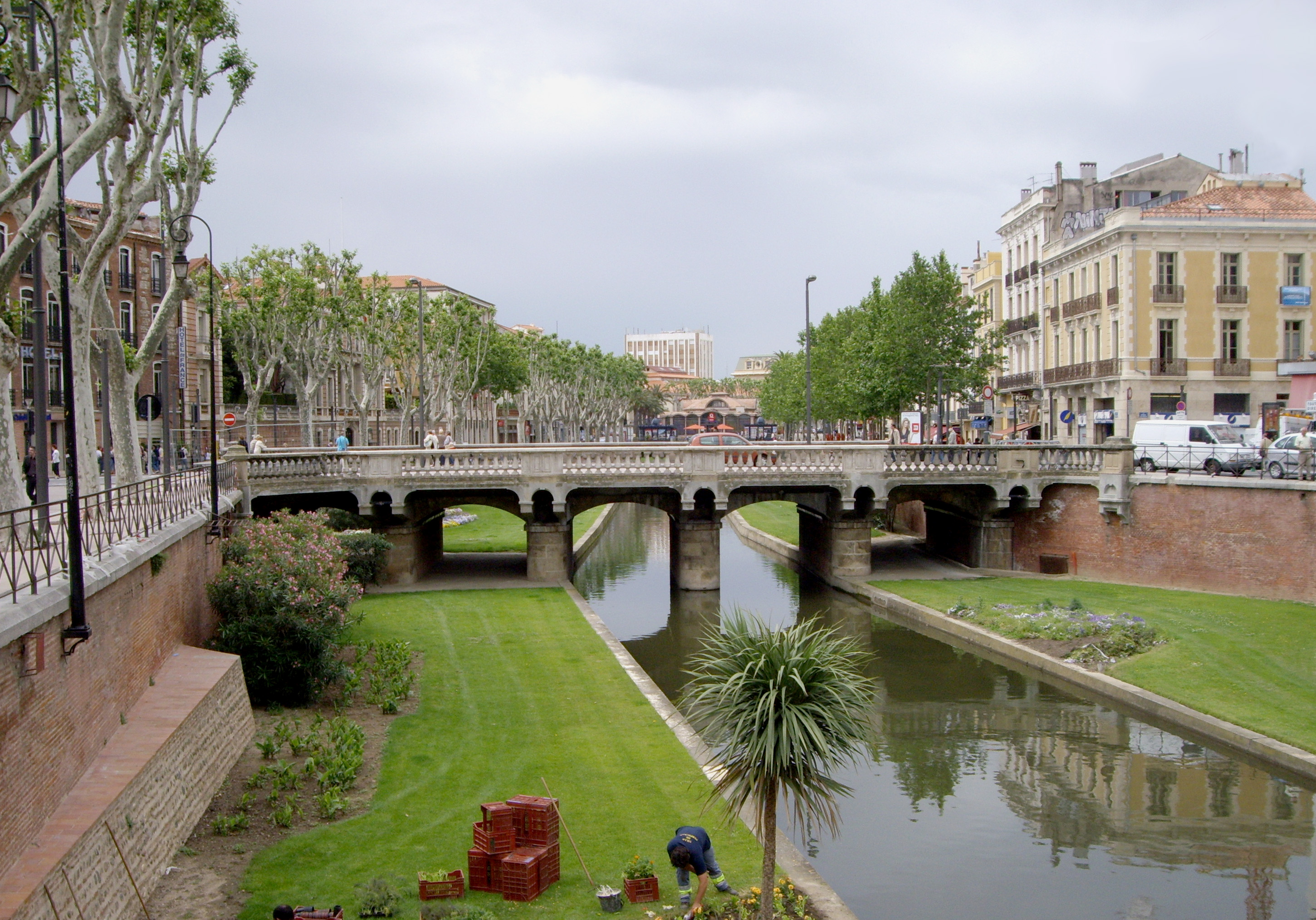
Ponte sul fiume Basse, a Perpignano

Nel 1975 un canale fiancheggiante l'autostrada A9 deriva le portate di piena verso la Têt, calibrato per delle piene cinquantennali dell'ordine di 300 m³/s. Così Perpignano evitò le piene del 16 ottobre 1977, del 1º marzo 1986, del 16 novembre 1986 e del 26 settembre 1992.
La Basse vede anche passare nel comune di Toulouges la Linea a Grande Velocità Sud Europa Mediterraneo.